# Bristol
Bristol [ˈbrɪstəl] je mesto v Jugozahodni Angliji.
Trenutno je šesto najbolj naseljeno mesto v Angliji in deveto v celotnem Združenem kraljestvu s približno 420 tisoč prebivalci. Leta 1155 je naselje pridobilo mestne pravice in leta 1373 dobilo status okrožja. Od 13. stoletja dalje je bilo med tremi najpomembnejšimi mesti v Angliji takoj za Londonom, vse do industrijske revolucije v 18. stoletju, ko se je začel vzpon industrijskih mest, kot so Liverpool, Birmingham in Manchester. Meji na grofiji Somerset in Gloucestershire in leži v bližini zgodovinskih mest Bath in Gloucester. Skozi mesto teče reka Avon.
Bristol je največje kulturno, izobraževalno in zaposlitveno središče v regiji. Blaginja mesta je bila že od nekdaj povezana z morjem, blizu katerega leži. Na svetu je še 34 krajev, ki so poimenovani po Bristolu, največ v Združenih državah Amerike, pa tudi Peruju, Kanadi, na Jamajki in Kostariki.